# نوترال بی (نیو ساوت ولز)
نوترال بی (به انگلیسی: Neutral Bay) یک حومه شهر در استرالیا است که در نیو ساوت ولز واقع شده‌است.